# Michał Kusiak (astronom)
Michał Kusiak (ur. 1986 w Żywcu) – polski astronom, popularyzator nauki. Odkrywca wielu komet i planetoid. Współodkrywca komety długookresowej C/2015 F2 (Polonia).
Jako jeden z rzeszy miłośników astronomii, zaangażowanych w przeszukiwanie komet na zdjęciach dostarczanych przez koronografy misji SOHO i STEREO, odkrył 160 komet, w tym dwutysięczną kometę odnalezioną na zdjęciach sondy SOHO.
Od 2012 roku do chwili obecnej współprowadzi wraz z Michałem Żołnowskim, Marcinem Gędkiem i Rafałem Reszelewskim projekt poszukiwań małych ciał Układu Słonecznego z wykorzystaniem zdalnie sterowanego obserwatorium astronomicznego Polonia na pustyni Atakama w Chile. Realizując podobne poszukiwania z Żołnowskim w zdalnym obserwatorium Rantiga zlokalizowanym w pobliżu miejscowości Tincana na pograniczu Toskanii we Włoszech, jest współodkrywcą prawdopodobnie kilkuset nowych planetoid. W lipcu 2022 roku Minor Planet Center uznawał Kusiaka i Żołnowskiego za współodkrywców 23 ponumerowanych planetoid.
W 2014 roku Międzynarodowa Unia Astronomiczna na wniosek Rafaela Ferrando i Rafała Reszelewskiego nazwała współodkrytą przez nich planetoidę (376574) Michalkusiak.
W 2015 roku finalista plebiscytu Popularyzator Nauki organizowanego przez Ministerstwo Nauki i Szkolnictwa Wyższego oraz Polską Agencję Prasową.
Laureat nagrody Edgara Wilsona za współodkrycie komety C/2015 F2 (Polonia).

## Lista komet odkrytych przez M. Kusiaka

### 2010[7]
1. SOHO-1805
2. SOHO-1809
3. SOHO-1821
4. SOHO-1822
5. SOHO-1823
6. SOHO-1826
7. SOHO-1827 (wraz z M.Uchina)
8. SOHO-1838
9. SOHO-1845
10. SOHO-1847
11. SOHO-1852 (wraz z J.Ruan)
12. SOHO-1855
13. SOHO-1857
14. SOHO-1859
15. SOHO-1861
16. SOHO-1862
17. SOHO-1864
18. SOHO-1865
19. SOHO-1868
20. SOHO-1869
21. SOHO-1874
22. SOHO-1878
23. SOHO-1891 (wraz z Z.Xu)
24. SOHO-1893
25. SOHO-1895
26. SOHO-1897 (wraz z Z.Xu i H.Su)
27. SOHO-1898
28. SOHO-1910
29. SOHO-1911
30. SOHO-1916
31. SOHO-1918
32. SOHO-1920
33. SOHO-1923
34. SOHO-1929
35. SOHO-1939
36. SOHO-1940
37. SOHO-1941
38. SOHO-1942
39. SOHO-1945
40. SOHO-1947
41. SOHO-1949
42. SOHO-1954
43. SOHO-1962
44. SOHO-1964
45. SOHO-1966
46. SOHO-1973
47. SOHO-1974
48. SOHO-1987
49. SOHO-1990
50. SOHO-1992
51. SOHO-1993
52. SOHO-1999
53. SOHO-2000

### 2011[8]
1. SOHO-2012 (wraz z M.Uchina)
2. SOHO-2014
3. SOHO-2016
4. SOHO-2018
5. SOHO-2044
6. SOHO-2046
7. SOHO-2051
8. SOHO-2057
9. SOHO-2063
10. SOHO-2073 (wraz z Z.Xu, M.Uchina)
11. SOHO-2081
12. SOHO-2082
13. SOHO-2083
14. SOHO-2090
15. SOHO-2091
16. SOHO-2094
17. SOHO-2100
18. SOHO-2126 (wraz z S.Liwo, Z.Xu)
19. SOHO-2127
20. SOHO-2133
21. SOHO-2135 (wraz z Z.Xu)
22. SOHO-2138 (wraz z S.Schmalz)
23. SOHO-2143 (wraz z Bo Zhou, Szymon Liwo, Zhijan Xu) osiągnęła ok. -1 magnitudo
24. SOHO-2144
25. SOHO-2149
26. SOHO-2154 (wraz z S.Schmalz)
27. SOHO-2155
28. SOHO-2157
29. SOHO-2161
30. SOHO-2162
31. SOHO-2167
32. SOHO-2168
33. SOHO-2171
34. SOHO-2178
35. SOHO-2187 (wraz z S.Liwo)
36. SOHO-2188
37. SOHO-2189
38. SOHO-2209

## Lista odkrytych planetoid z oznaczeniami numerycznymi
| Lp. | Numer  | Nazwa            | Oznaczenie tymczasowe | Data odkrycia | Link do bazy MPC, uwagi |
| --- | ------ | ---------------- | --------------------- | ------------- | ----------------------- |
| 1   | 392728 | Zdzisławłączny   | 2012 QJ52             | 21.08.2012    | MPC                     |
| 2   | 445917 | Ola              | 2012 XF71             | 5.12.2012     | MPC                     |
| 3   | 486170 | Zolnowska        | 2012 YX2              | 10.12.2012    | MPC                     |
| 4   | 486239 | Zosiakaczmarek   | 2013 BK16             | 13.12.2012    | MPC                     |
| 5   | 495181 | Rogerwaters      | 2012 PV19             | 15.08.2012    | MPC                     |
| 6   | 495253 | Hanszimmer       | 2013 OC8              | 30.07.2013    | MPC                     |
| 7   | 495287 | Harari           | 2013 RW94             | 11.09.2013    | MPC                     |
| 8   | 495759 | Jandesselberger  | 2017 BS63             | 10.02.2013    | MPC                     |
| 9   | 551231 | Żywiec           | 2013 AT24             | 4.01.2013     | MPC                     |
| 10  | 555112 | Monika           | 2013 QS96             | 30.08.2013    | MPC                     |
| 11  | 555468 | Tokarczuk        | 2013 YH47             | 12.09.2013    | MPC                     |
| 12  | 559521 | Sonbird          | 2015 DM66             | 8.09.2012     | MPC                     |
| 13  | 560354 | Chrisnolan       | 2015 FW291            | 26.11.2013    | MPC                     |
| 14  | 575195 | Carpineti        | 2011 LG33             | 6.12.2012     | MPC                     |
| 15  | 576853 | Rafalreszelewski | 2012 VS61             | 16.10.2012    | MPC                     |
| 16  | 580123 | Gedek            | 2015 BG20             | 8.09.2012     | MPC                     |
| 17  | 593195 | Lavinaahmed      | 2015 HR75             | 6.12.2012     | MPC                     |
| 18  | 594782 | Kacperwierzchos  | 2017 YV15             | 2.12.2013     | MPC                     |
| 19  | 601731 | Kukuczka         | 2013 PV10             | 3.08.2013     | MPC                     |
| 20  | 601916 | Sting            | 2013 WJ98             | 28.11.2013    | MPC                     |
| 21  | 604001 | Iagiellonica     | 2015 KC7              | 24.02.2014    | MPC                     |
| 22  | 606339 | Kierpiec         | 2017 UY13             | 24.10.2014    | MPC                     |
| 23  | 606701 | Golda            | 2018 SA16             | 31.08.2013    | MPC                     |
| 1.  |        |                  |                       |               |                         |